# Vaughn Jefferis
Vaughn Jefferis (Huntly, 1 de maio de 1961) é um ginete de elite neozelandês, medalhista olímpico do CCE.

## Carreira
Vaughn Jefferis representou seu país nos Jogos Olímpicos de 1996 e 2000, na qual conquistou no CCE por equipes medalha de bronze, em 1996. 